# Доња Јагодња
Доња Јагодња је насељено мјесто у Равним Котарима, у сјеверној Далмацији. Припада општини Полача у Задарској жупанији, Република Хрватска.

## Географија
Налази се 9 км сјевероисточно од Биограда и 10 км југозападно од Бенковца. Доњој Јагодњи припада издвојени заселак Стабањ, у близини села Какма.

## Историја
До територијалне реорганизације у Хрватској насеље се налазило у саставу бивше велике општине Бенковац. Доња Јагодња се од распада Југославије до августа 1995. године налазила у Републици Српској Крајини.

## Становништво
Према попису становништва из 2001. године, Доња Јагодња је имала 103 становника. Доња Јагодња је према попису из 2011. године имала 113 становника.
| Националност       | 1991. | 1981. | 1971. | 1961. |
| Срби               | 403   | 314   | 350   | 387   |
| Југословени        | 11    | 53    | 70    |       |
| Хрвати             | 96    | 85    | 113   | 139   |
| остали и непознато | 17    | 9     | 1     |       |
| Укупно             | 527   | 461   | 534   | 526   |

| Демографија | Демографија | Демографија |
| Година      | Становника  | Становника  |
| ----------- | ----------- | ----------- |
| 1961.       | 526         |             |
| 1971.       | 534         |             |
| 1981.       | 461         |             |
| 1991.       | 527         |             |
| 2001.       | 103         |             |
| 2011.       |             | 113         |

## Попис 1991.
На попису становништва 1991. године, насељено место Доња Јагодња је имало 527 становника, следећег националног састава:
| Попис 1991.‍  | Попис 1991.‍  | Попис 1991.‍ | Попис 1991.‍ | Попис 1991.‍ |
| ------------ | ------------ | ----------- | ----------- | ----------- |
|              |              |             |             |             |
| Срби         | Срби         |             | 403         | 76,47%      |
| Хрвати       | Хрвати       |             | 96          | 18,21%      |
| Југословени  | Југословени  |             | 11          | 2,08%       |
| Мађари       | Мађари       |             | 1           | 0,18%       |
| неопредељени | неопредељени |             | 11          | 2,08%       |
| непознато    | непознато    |             | 5           | 0,94%       |
| укупно: 527  |              |             |             |             |

## Презимена
- Арчаба — Православци
- Бабић — Православци
- Богуновић — Православци
- Вртача — Православци
- Драгаш — Православци
- Жарковић — Православци
- Зечевић — Православци
- Кнежевић — Православци
- Колунџић — Православци
- Кужет — Православци
- Новаковић — Православци
- Прлић — Православци
- Црнобрња — Православци
- Жепина — Римокатолици
- Занић — Римокатолици